# Miloud El Mehadji
Le cheikh Miloud El Mehadji (en arabe الشيخ الميلود المهاجي), de son nom complet Miloud Mohamed Brahim, né le 16 novembre 1909 à Oran, à M'dina Djedida (quartier d'Oran), et mort le 30 juin 2001 dans la même ville, est un ouléma issu de la famille El Mehadja (Al Mahaja) originaire d'El-Gaada, se disant Cheurfa par Idriss I,[réf. à confirmer].

## Biographie

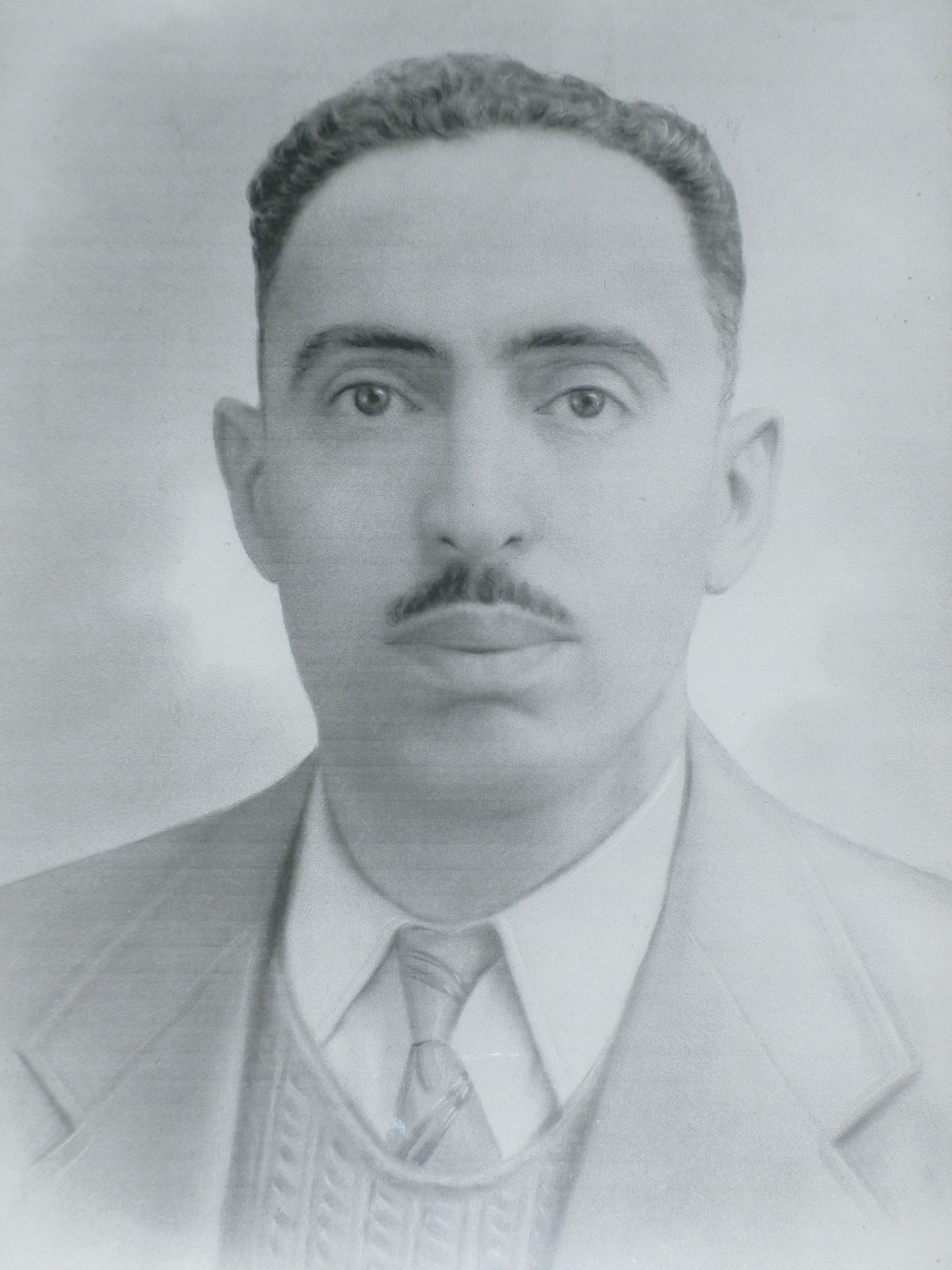
Miloud El Mehadji.

Mohamed Brahim Miloud est issu de la famille El Mehadja, originaire d'El Gaada et installée à Oran à la fin du XVIIIe siècle[réf. à confirmer] et donna de nombreux oulémas à la ville, notamment Sidi Mohamed Es-Senni, Sidi Abdelkader et Cheikh Tayeb El-Mehadji. Ces oulémas enseignèrent le Coran, son exégèse, les hadiths et la jurisprudence islamique (fiqh).
Il apprit le Coran à Oran puis à Kristel en 1921, et enfin dans la région de Nedroma. Encore jeune il assiste pendant les années 1920 à de multiples meetings anticoloniaux[réf. à confirmer]. Il intégra les cycles des cours du Cheikh Tayeb El-Mehadji son père adoptif qui n'est autre que son oncle paternel, qui était dispensés à la mosquée Ben Youssef d’Oran[réf. à confirmer]. En 1932, le Cheikh Abdelhamid Ben Badis vint en visite à Oran ce qui marque le raffermissement de la vocation de Mohamed Brahim Miloud[réf. à confirmer].
Il rejoint alors Constantine pour continuer ses études auprès du Cheikh Ben Badis. Il fut le premier des élèves de Ben Badis dans l’ouest algérien[réf. à confirmer]. De 1933 à 1935, il suivit les cours du Cheikh et de ses disciples et lia de nombreuses amitiés parmi les étudiants. Après cela, il intégra la Zitouna à Tunis, et au bout d’une année, il rejoignit Oran en 1937 sur injonction du Cheikh Ben Badis.

## Association El Falah

### Fondation de l'association
L’association El Falah fut constituée en 1937, en même temps que l'ouverture d'une médersa et d'une mosquée[réf. à confirmer]. De nombreux nationalistes y furent formés pour lutter contre la colonisation française[réf. à confirmer],[réf. à confirmer] El-Mehadji incitant les religieux et imams à dénoncer la colonisation française dans leurs prêches. Parmi ses membres fondateurs , de nombreuses personnalités locales dont Baghdadi Chadli Bengasmia, un notable oranais, qui aida beaucoup l’association naissante, matériellement[réf. à confirmer]. L'objectif de l'association était d'enseigner l'arabe et le Coran afin de lutter contre les pratiques archaïques du  maraboutisme[réf. à confirmer].
Les actions de l'association amenèrent les autorités coloniales françaises à fermer la médersa en 1956, qui fut alors transformée en centre de torture jusqu'en septembre 1962[réf. à confirmer].La première condamnation d'El Miloud s'éleva à 1 000 Francs d'amende et un mois de prison ferme[réf. à confirmer].
Outre les actions d'enseignement, l'association aidèrent aussi les orphelins, victimes des Massacres de Sétif de 1945  en les plaçant dans des foyers d'accueil[réf. à confirmer].

### Arrestation
Au moment d'un repas de noce juste après le début de la Deuxième Guerre mondiale, Cheikh Miloud El Mehadji fit un discours inspiré de la neuvième sourate[réf. nécessaire], il fut arrêté en 1940 et reste 3 ans en prison à Djeniene Bourezg dans le sud à une centaine de kilomètres de Ain Sefra. Quelques mois après, il fut rejoint par un groupe d’oranais dont Ghaouti Dellal qui demeurera la cheville ouvrière de l’association El-Falah et ce jusqu’en 1954[réf. à confirmer].

### Lutte politique
Après sa libération, Cheikh El Miloud mène une lutte politique contre la colonisation française notamment au travers de meetings et de prêches et avec un militantisme culturel à travers des pièces  de théâtre. « Algérie » , une pièce de théâtre, jouée par les élèves de la médersa, retraçait la lutte des algériens depuis la résistance de l'Émir Abdelkader à l’indépendance de l'Algérie.
Afin d’ouvrir et d’encadrer les nouvelles médersas et mosquées de Oued Rhiou, calquées sur le modèle de celle d'El-Falah, El Miloud fut convoqué en 1951 par le cheikh Larbi Tébessi de l'association des oulémas musulmans algériens[réf. à confirmer]. Ces médersas formèrent une partie des militants nationalistes qui luttèrent plus tard contre le colonialisme français de 1954 à 1962[réf. à confirmer]. Il revint à Oran après avoir plusieurs fois échappé à la mort lors des combats pour l'indépendance[évasif][réf. à confirmer].

## Fin de vie
Après l'indépendance de l'Algérie, Miloud El-Mehadji poursuivit son travail dans l'Éducation nationale et conserva sa chaire à la mosquée El Hidaya. Il prit sa retraite en 1970 mais continua à prêcher tous les vendredis jusqu'à ses 90 ans à la mosquée El-Hiddaya El-Islamia. A Oran, un lycée est baptisé en sa mémoire : le Lycée Cheikh Miloud El-Mehadji, sis au quartier Dhaya (Petit Lac).